# Canular de Livourne
Le canular de Livourne est un événement qui s'est produit en Italie en 1984. Il s'agit de la découverte dans un canal de têtes sculptées attribuées au peintre, dessinateur et sculpteur italien Amedeo Modigliani par la plupart des historiens de l'art, qui avaient en réalité été fabriquées puis jetées là quelques jours plus tôt par trois étudiants et un peintre de la ville, qui se dénoncèrent rapidement. La découverte des têtes et celle de la supercherie eurent un retentissement national en Italie.

## Histoire

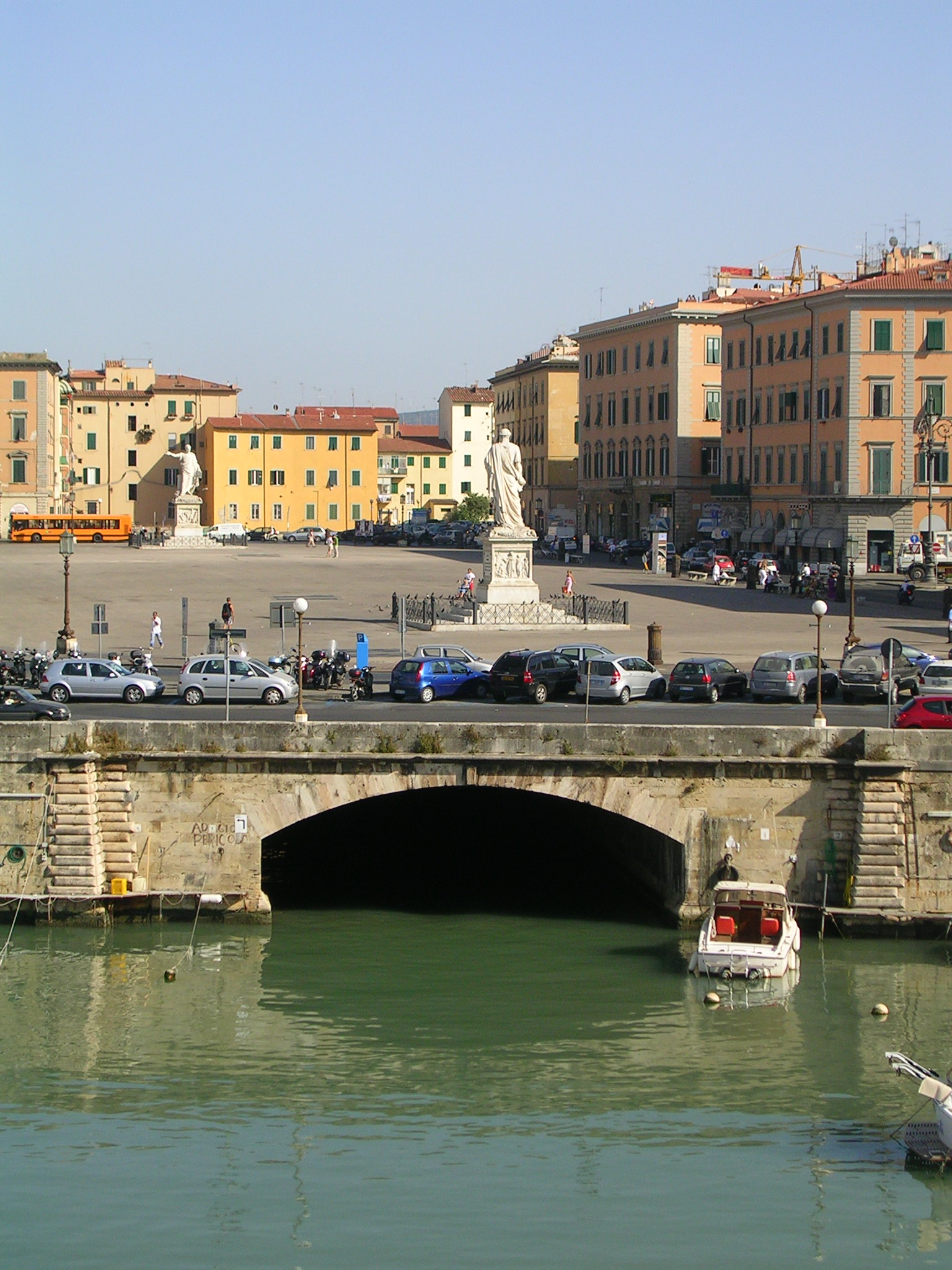
Le Fosso Reale de Livourne près de la piazza della Repubblica.

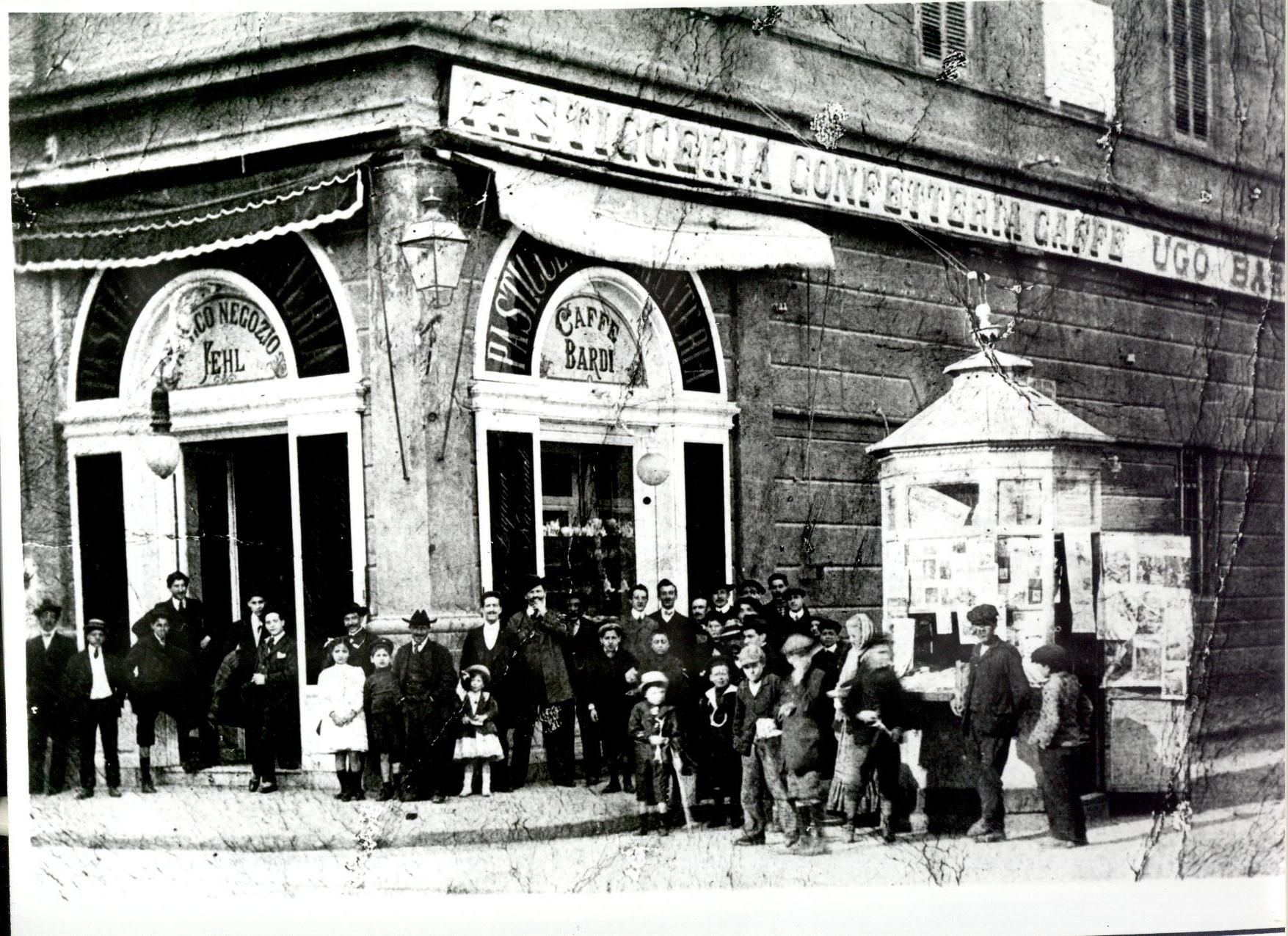
Le caffè Bardi, c. 1920.

En 1984, pour célébrer le centenaire de la naissance de Modigliani, la mairie de Livourne décide de lui consacrer une exposition au Museo progressivo di arte moderna. Organisée avec peu de moyens, présentant peu d'œuvres originales, l'exposition est consacrée aux sculptures du peintre et présente quatre de ses 26 statues connues. Conjointement à cette évènement, la mairie finance une autre opération : le dragage du Fosso Reale, canal qui parcourt la ville, pour tenter de retrouver les sculptures qu'y aurait jeté Modigliani selon une tradition orale.
Modigliani est en effet revenu se reposer dans sa ville natale en 1909 et 1913. C'est durant ce second séjour qu'il sculpte plusieurs têtes de pierre. Ses amis artistes du caffè Bardi auxquels il les montre se moquent de lui et lui conseillent, par boutade, de les jeter dans le canal, donnant naissance à une légende tenace,.
Le chantier de 1984 est chapeauté par la directrice du musée, Vera Durbè, appuyée par son frère, Dario Durbè, surintendant de la prestigieuse Galerie nationale d'Art moderne de Rome. Il démarre le 17 juillet, au milieu des curieux. Les excavations, près de la zone de la piazza Cavour (it) où était situé le caffè Bardi, ne donnent rien, et, au bout de quelques jours, la population se moque du grand nombre de déchets remontés. 
Enfin, le 24 juillet, vers 8 h 30, une première tête est remontée. On en trouve une deuxième dans l'après-midi, suivie d'une troisième le 9 août. Les trois têtes sont respectivement nommées « Modi 1 », « Modi 2 » et « Modi 3 ».
Plusieurs sommités de l'histoire de l'art, parmi lesquelles Cesare Brandi, professeur à l'Université de la Sapienza ; Carlo Ludovico Ragghianti, professeur à l'École normale supérieure de Pise ; l'universitaire Enzo Carli ; Jean Leymarie, directeur de la Villa Médicis ; ou encore Giulio Carlo Argan, ancien maire de Rome et historien de l'art, considéré comme la plus haute autorité dans le domaine en Italie ; se montrent extatiques devant la découverte, et ne tarissent pas d'éloges publiques sur la qualité des sculptures.
Jeanne Modigliani, la fille de l'artiste, n'est, quant à elle, pas convaincue. Elle s'était déjà intéressée à la légende des têtes dans le canal quelques années auparavant, et, enquêtant auprès d'anciens amis de son père, était arrivée à la conclusion que ce dernier n'aurait jamais jeté ses œuvres à l'eau, et que les versions des uns et des autres divergeaient. Elle annonce son intention de se rendre à Livourne pour contester la version officielle, mais on la retrouve agonisante dans son appartement parisien. Elle meurt le 27 juillet, la police concluant à une hémorragie cérébrale provoquée par une chute.
Au sein du monde de l'art, quelques voix également sont dubitatives, comme celle de l'historien de l'art Federico Zeri. Mais elles peinent à se faire entendre dans l'euphorie générale. D'autant plus que des analyses chimiques menées par un expert concluent que les sculptures sont restées dans la boue des « dizaines d'années », accréditant la thèse de leur authenticité.
Le 2 septembre, un catalogue rédigé « en un temps record » par Dario Durbè est présenté au public et à la presse.
Le jour même, les agences de presse annoncent que l'hebdomadaire Panorama s'apprête à sortir un dossier selon lequel « Modi 2 » aurait été fabriquée par des étudiants de la ville qui l'ont jetée dans le canal le 23 juillet. Les trois étudiants, Pietro Luridiana, Pierfrancesco Ferrucci et Michele Ghelarducci, racontent avoir agi par farce, face aux moqueries de la population qui voyait les recherches s'éterniser sans résultats. Ils expliquent avoir réalisé la sculpture en deux jours, avec des outils simples (un marteau, des tournevis et une perceuse Black & Decker). Sans formations artistiques particulière, ils pensaient que la supercherie serait rapidement découverte. Pour prouver leurs dires, ils confient au journal une photographie où ils posent avec leur œuvre. Mais Vera Durbè n'admet pas leur déclaration, et déclarant que la photo ne suffit pas, leur demande d'apporter la preuve qu'ils ont fabriqué la statue en deux jours. Accusés de mentir pour discréditer l'administration communiste municipale, les trois étudiants acceptent de se rendre devant les caméras de la Rai, et sculptent en deux heures une sculpture assez similaire à « Modi 2 », devant des millions de téléspectateurs,. Le lendemain, Black & Decker publie dans la presse une pleine page de publicité avec le slogan « È facile essere bravi con Black & Decker » (« C'est facile d'être bon avec Black & Decker »),.
Trois jours plus tard, le peintre et docker Angelo Froglia convoque une conférence de presse durant laquelle il déclare être l'auteur des deux autres têtes. Il y explique avoir voulu « dénoncer la manière dont les critiques d'art, les mass media, les gens créent des mythes » et « accomplir une opération esthético-artistique ». Apportant pour preuve une vidéo de leur fabrication, et présentant au public une autre tête de son cru, il dit avoir lui aussi pensé que sa mystification serait rapidement découverte, et avoir même pour cela volontairement utilisé du granit, sachant que Modigliani n'en employait jamais.
Les deux équipes de faussaires feront d'ailleurs chacune part de leur désarroi lors de la découverte des têtes dont elles n'étaient pas les auteures, pensant quelques jours chacune de leur côté que de vraies têtes de Modigliani se trouvaient réellement dans le canal.
À la suite de cet incident, Dario Durbè dut abandonner son poste de directeur de la Galerie nationale d'Art moderne et contemporain de Rome en octobre 1984, ; sa sœur, Vera Durbè, conservatrice des musées de la ville de Livourne, fut démise de ses fonctions au mois de février 1985.

## Référence de traduction
- (it) Cet article est partiellement ou en totalité issu de l’article de Wikipédia en italien intitulé « Amedeo Modigliani » (voir la liste des auteurs).